# Zentralafrikanische Schwelle
Die bis zu 4507 m hohe Zentralafrikanische Schwelle liegt im Zentrum Ostafrikas entlang des Ostafrikanischen Grabens, einem Teil des Großen Afrikanischen Grabenbruchs. Sie gehört zu den fünf großen afrikanischen Schwellen.

## Lage
Dort erstreckt sich die Schwelle, die direkt an die Westseite des eben erwähnten Grabens angrenzt, in Nord-Süd-Richtung vom Süden des Südsudan über Teile von Uganda und die Demokratische Republik Kongo (DR Kongo) bis nach Nord-Sambia.

## Geographie
Als langgestrecktes, schmales Hochgebirge stellt die Zentralafrikanische Schwelle die südöstliche Fortsetzung der Nordäquatorialschwelle und die nordöstliche Fortsetzung der Lundaschwelle dar. Zwischen der hier zuerst und der zuletzt genannten Schwelle befindet sich das Mitumba-Gebirge, das nicht selten als Teil der einen oder anderen Schwelle bezeichnet wird. Im Norden geht die Hochgebirgs-Schwelle über das Tal des Nils in das große Überschwemmungs-Becken des sumpfigen Sudd über. Auf ihrer gesamten Länge fällt die Zentralafrikanische Schwelle an ihrer Ostabdachung abrupt in den westlichen Teil des Ostafrikanischen Grabens ab. Im Bereich der Schwelle liegt in dieser Riftzone eine Reihe langgestreckter Seen wie der Albertsee, der Eduardsee, der Kiwusee und der Tanganjikasee, der eine Tiefe von bis zu 1470 m erreicht. Im Süden fällt die Schwelle in das Becken der Bangweulusümpfe ab. Im Westen schließt sich fast ausschließlich das große Kongobecken an.

## Landesnatur
Das Nordende und auch das Südende der Zentralafrikanischen Schwelle wird jeweils von der Feuchtsavanne und der Trockensavanne beherrscht, der gesamte Mittelteil vom ausgedehnten tropischem Regenwald. Der Schwelle entfließen zahlreiche Bachläufe und kleinere Flüsse, die sich oft tief in die Landschaft eingeschnitten haben, fast ausschließlich in Richtung Westen.

## Berge, Flüsse, Länder und Orte
Von Norden nach Süden gesehen liegen diese Berge, Flüsse, Länder und Orte an und auf der Zentralafrikanischen Schwelle.

### Gebirge und Berge
- Kinyeti (auch Kinyali genannt) (3.187 m)
- Virunga-Vulkane (4.507 m) – DR Kongo
- Marungu-Gebirge (2.456 m) – DR Kongo

### Größte Flüsse
- Uelle
- Aruwimi
- Lindi
- Maiko
- Lowa
- Ulindi
- Elila
- Luama
- Lukuga
- Chambeshi-Luapula-Luvua

### Länder
- Südsudan (bis 2011 autonome Region des Sudan)
- Uganda
- Demokratische Republik Kongo
- Sambia

### Orte
Auf der langgestreckten Zentralafrikanischen Schwelle liegen hauptsächlich kleinere Städte:
- Juba, Südsudan (stellt etwa das nördliche Ende der Schwelle dar)
- Oicha, DR Kongo
- Goma, DR Kongo
- Bukavu, DR Kongo
- Kalemie, DR Kongo
- Mbala, Sambia (stellt etwa das südliche Ende der Schwelle dar)